# Sułkowice (Andrychów)
Sułkowice (deutsch Sulkowice) ist eine Ortschaft mit zwei Schulzenämtern der Gemeinde Andrychów im Powiat Wadowicki der Woiwodschaft Kleinpolen in Polen.

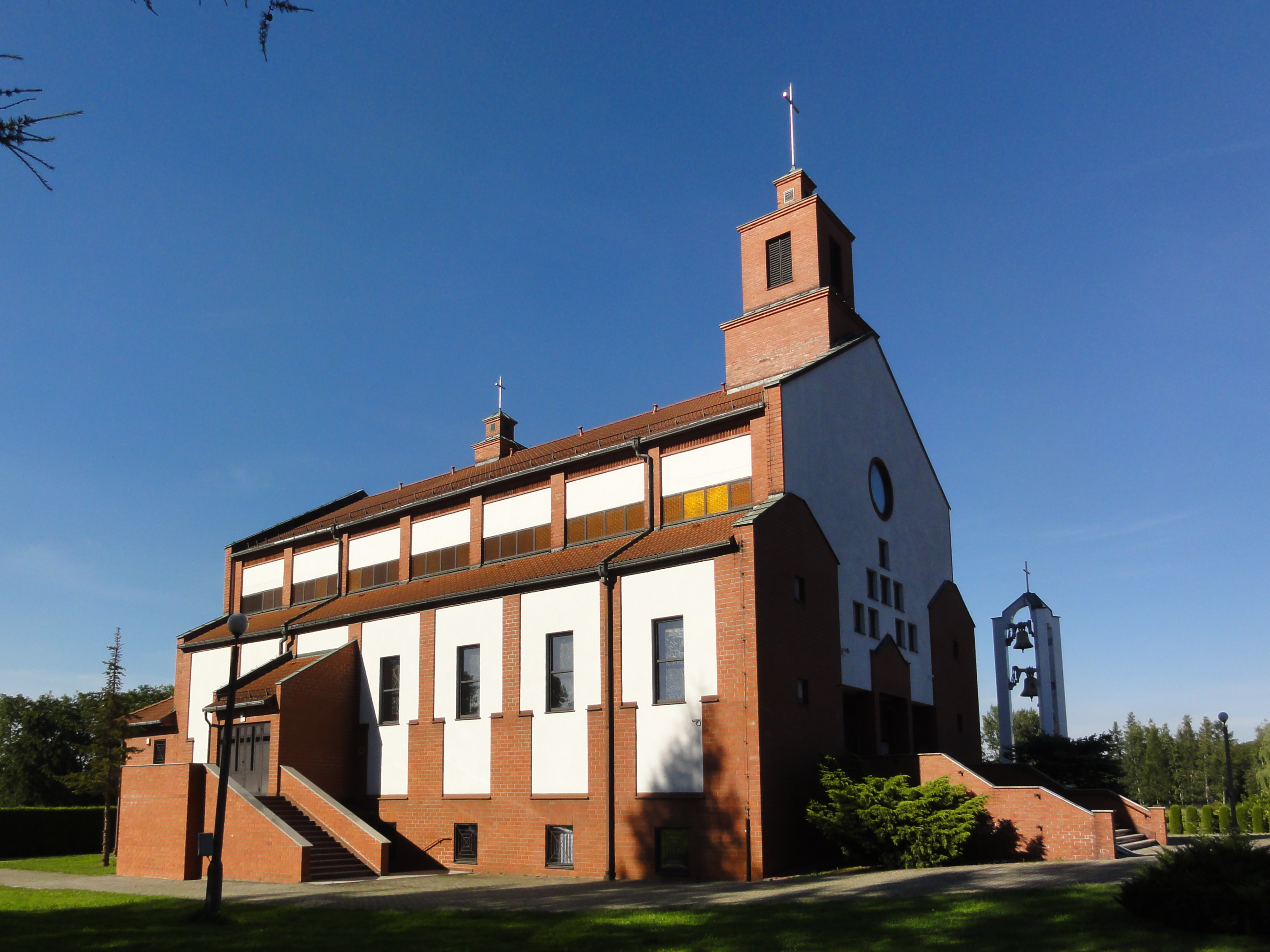
Ortskirche von Sułkowice-Łęg

## Geographie
Sułkowice liegt im Schlesischen Vorgebirge (Pogórze Śląskie) unter den Kleinen Beskiden (Beskid Mały) am Fluss Wieprzówka.
Das Dorf ist in zwei Schulzenämter getrennt: Sułkowice-Bolęcina und Sułkowice-Łęg. Das funktionale Zentrum liegt in Łęg.
Nachbarorte sind die Stadt Andrychów im Norden, Zagórnik im Nordosten, Rzyki im Südosten, Targanice im Westen.

## Geschichte
Der Ort entstand im 15. Jahrhundert auf dem Grund des Dorfes Wieprz und wurde 1563 erstmals erwähnt. Ursprünglich wurde es als Sulichowice genannt, vermutlich nach dem Lokator Sulich bzw. Sulik.
Es gehörte vielen Adelsfamilie: Gierałtowski, Secygniowski, Schilling, Przyłęcki, Szwarcenberg-Czerni, Ankwicz. Bei der Ersten Teilung Polens kam Sułkowice 1772 zum neuen Königreich Galizien und Lodomerien des habsburgischen Kaiserreichs (ab 1804). Ab 1782 gehörte das Dorf zum Myslenicer Kreis (1819 mit dem Sitz in Wadowice). Jm Jahre 1790 starb Stanisław Ankwicz und das Dorf wurde von Targanice getrennt. Sułkowice wurde von Tadeusz Anwkicz ererbt. Nächste Erben waren Bobrowski, seit 1895 Graf Mikołaj Rey.
1918, nach dem Ende des Ersten Weltkriegs und dem Zusammenbruch der k.u.k. Monarchie, kam Sułkowice zu Polen. Unterbrochen wurde dies nur durch die Besetzung Polens durch die Wehrmacht im Zweiten Weltkrieg. Es gehörte dann zum Landkreis Bielitz im Regierungsbezirk Kattowitz in der Provinz Schlesien (seit 1941 Provinz Oberschlesien).
Von 1975 bis 1998 gehörte Sułkowice zur Woiwodschaft Bielsko-Biała.
Im Jahre 1989 wurde die römisch-katholische Pfarrei in Bolęcin, dann 1996 in Łęg errichtet.